# Rodrigo Otávio Jordão Ramos
Rodrigo Octávio Jordão Ramos (Rio de Janeiro, 8 de julho de 1910 — São Paulo, 6 de julho de 1980) foi militar e político brasileiro.

## Biografia
Nasceu no Rio de Janeiro, então Distrito Federal, no dia 8 de julho de 1910, filho de Henrique Ramos e de Filomena Jordão Ramos.
Concluiu o então curso ginasial no Colégio Militar do Rio de Janeiro em 1926. Ingressou no Exército Brasileiro em abril do ano seguinte, ingressando na Escola Militar do Realengo. Em janeiro de 1930, foi declarado aspirante-a-oficial da arma de Engenharia, sendo promovido a segundo-tenente no mesmo dia.
Em outubro de 1930, quando servia no 1º Batalhão de Engenharia, no Rio de Janeiro, apoiou o movimento revolucionário deflagrado no dia 3, que destituiu o presidente Washington Luís e colocou Getúlio Vargas na chefia do Governo Provisório. Em fevereiro do ano seguinte, foi promovido a primeiro-tenente e em 1932 formou-se em engenharia civil pela Escola Politécnica do Rio de Janeiro.
Em outubro de 1934, foi promovido ao posto de capitão. Realizou os cursos de especialização em comunicações e transporte, da Escola de Aperfeiçoamento de Oficiais. Foi instrutor da Escola Militar do Realengo e auxiliar de instrutor no curso de aperfeiçoamento de oficiais da Engineer School, em Fort Belvoir, nos Estados Unidos da América. Em 1938, presidiu a delegação brasileira à Conferência Internacional de Telefonia, Telegrafia e Radio comunicações, realizada no Cairo, Egito.
Ascendeu a major em dezembro de 1942 e realizou o curso da Escola de Estado-Maior. Entre janeiro e março de 1946, representou o Estado-Maior do Exército (EME) no Conselho Ferroviário Nacional. Em março de 1947, alcançou o posto de tenente-coronel. Foi Comandante do 2º Batalhão Ferroviário em Rio Negro, de 1950 a 1952. Realizou o curso da Escola Superior de Guerra (ESG) e em abril de 1953 foi promovido a coronel.
No dia 24 de agosto de 1954, o presidente Getúlio Vargas suicidou-se, em decorrência da violenta campanha promovida por setores políticos oposicionistas, aliados aos altos escalões das Forças Armadas. Ao assumir o governo nesse mesmo dia, o vice-presidente João Café Filho, temendo a realização de um atentado ao Palácio do Catete após a saída do corpo de Vargas, solicitou a Rodrigo Otávio, que então servia na ESG, que providenciasse medidas de caráter policial para garantir uma severa vigilância no interior da sede do governo. Na mesma data, durante uma reunião do novo presidente com alguns chefes militares para a escolha dos substitutos do ministro da Guerra, general Euclides Zenóbio da Costa, e do chefe do Gabinete Militar da Presidência da República, general Aguinaldo Caiado de Castro, que seriam exonerados devido às suas ligações com Vargas. Rodrigo Octávio sugeriu os nomes dos generais Henrique Lott, para o Ministério da Guerra, e Juarez Távora, para o Gabinete Militar, afinal escolhidos por Café Filho e empossados no mesmo dia 24. Rodrigo Otávio assumiu por sua vez a subchefia do Gabinete Militar.
A crise iniciada no governo de Vargas prosseguiu durante a presidência de Café Filho, deixando entrever que as eleições marcadas para outubro de 1955 ocorreriam num clima de grande tensão política. Ainda em janeiro desse ano, Juscelino Kubitschek e João Goulart foram lançados candidatos a presidente e vice-presidente da República, respectivamente, numa coligação formada pelo Partido Social Democrático (PSD) e o Partido Trabalhista Brasileiro (PTB), despontando como fortes concorrentes. Opondo-se a essas candidaturas, Café Filho alinhou-se aos políticos da União Democrática Nacional (UDN) e aos dissidentes do PSD, que defendiam uma candidatura de união nacional. Levada às últimas consequências, sua posição redundou na demissão, ainda em janeiro, do ministro da Viação e Obras Públicas, Lucas Lopes, amigo pessoal de Kubitschek, que foi substituído naquela pasta por Rodrigo Octávio. Ele permaneceu nesse cargo entre 29 de janeiro e 6 de abril de 1955.
Ao longo de sua gestão, Rodrigo Octávio realizou diversos estudos e projetos de natureza técnica, entre os quais o projeto de conclusão do Tronco Ferroviário Sul, o da criação da Rede Ferroviária Federal (RFFSA), de um serviço de estatística no Ministério da Viação e da Comissão Construtora do Nordeste, além de ter promovido estudos para a unificação das principais companhias de navegação. Estabeleceu também uma série de medidas visando a melhor organização e distribuição dos serviços burocráticos do ministério.
Apenas três meses depois e ainda com vistas à questão sucessória, Café Filho negociou com o governador de São Paulo, Jânio Quadros, seu apoio à coligação formada pelo Partido Democrata Cristão (PDC) e pela UDN, que tinha como candidatos o general Juarez Távora e Bento Munhoz da Rocha. Em troca, os ministérios da Viação e Obras Públicas e da Fazenda, além da presidência do Banco do Brasil, seriam ocupados por paulistas indicados por Jânio. O chamado Acordo Jânio-Café, firmado para diminuir as fortes possibilidades de vitória de Juscelino no pleito, teve como consequência a exoneração, em abril, de Rodrigo Otávio da pasta da Viação, que foi então ocupada por Otávio Marcondes Ferraz. O ministro da Fazenda, Eugênio Gudin, e o presidente do Banco do Brasil, Clemente Mariani, renunciaram a seus cargos e foram substituídos respectivamente por José Maria Whitaker e Alcides Vidigal.
Em seguida, Rodrigo Octávio comandou o 1º Grupamento de Engenharia, sediado em Natal, no período de 15 de julho de 1955 a 17 de janeiro de 1956.
Juscelino Kubitschek e João Goulart saíram vitoriosos nas eleições presidenciais de outubro de 1955, e as correntes oposicionistas, representadas principalmente pela UDN, passaram a se articular com o objetivo de impedir a posse dos eleitos. O ministro da Guerra, general Henrique Teixeira Lott, garantiu que a legalidade seria mantida e Juscelino empossado. No dia 8 de novembro, Café Filho se retirou da chefia do governo por motivo de saúde, sendo substituído pelo presidente da Câmara dos Deputados, Carlos Luz. Este, ligado à UDN, demitiu o general Lott no dia 10 de novembro e nomeou para o Ministério da Guerra o general Álvaro Fiúza de Castro, conhecido opositor de Getúlio Vargas dentro das Forças Armadas. Na madrugada do dia 11, o general Lott, apoiado pelo setor legalista do Exército, desfechou um golpe militar e depôs Carlos Luz, colocando à frente do governo o vice-presidente do Senado, Nereu Ramos.
Nessa ocasião, Rodrigo Octávio havia chegado ao Rio de Janeiro com o objetivo de conseguir recursos para obras a cargo de sua Unidade e acompanhou de perto os acontecimentos. Anos depois, em depoimento a O Estado de S. Paulo, declarou que se opusera ao movimento julgando a atitude de Lott uma traição a Café Filho. Afirmou também que o general deveria estar ciente de que a consequência inevitável do golpe seria a deposição do presidente, o que de fato veio a ocorrer em seguida.
Assim, quando em 21 de novembro o Congresso declarou Café Filho impedido e manteve Nereu Ramos na Presidência, Rodrigo Otávio, já de volta a Recife, recebeu ordem de prisão do comando da 7.ª Região Militar (7ª RM), com sede naquela cidade. Imediatamente viajou para o Rio de Janeiro, onde se encontrou com Lott para discutir o assunto. Da entrevista que manteve com o ministro da Guerra resultou seu pedido de exoneração do comando do 1º Grupamento de Engenharia. Ainda segundo suas declarações a O Estado de S. Paulo, em decorrência do episódio permaneceu nos seis meses que se seguiram sem receber qualquer comissão no Exército. Afinal, em maio de 1956, já no governo de Juscelino e a convite do general Octacílio Terra Ururahy, passou a servir no Departamento de Vias de Transporte do Ministério da Guerra, chegando a chefiar interinamente o órgão. Mais tarde, no período de 3 de agosto de 1959 a 18 de fevereiro de 1961, comandou o 1º Batalhão Ferroviário, sediado em Bento Gonçalves.
Em 31 de março de 1964, eclodiu o movimento político-militar que depôs o presidente João Goulart e que, vitorioso, colocou na chefia do governo uma junta militar formada pelo general Artur da Costa e Silva, pelo almirante Augusto Rademaker e pelo brigadeiro Francisco de Assis Correia de Melo. A presidência formal ficou nas mãos de Pascoal Ranieri Mazzilli, presidente da Câmara dos Deputados, que, em 15 de abril, transmitiu o governo ao marechal Humberto de Alencar Castelo Branco, eleito pelo Congresso Nacional quatro dias antes. Rodrigo Otávio foi nomeado chefe da assessoria técnica do Ministério da Viação e Obras Públicas, que tinha como titular o marechal Juarez Távora. Em julho, foi promovido a general-de-brigada. Em agosto de 1965, assumiu a presidência do Conselho Ferroviário Nacional, que exerceu até março de 1966, quando foi promovido a general-de-divisão. No período que se seguiu foi subchefe do Exército no Estado-Maior das Forças Armadas (EMFA). Representou o Ministério da Guerra na Conferência Latino-Americana de Florestas e Produtos Florestais, na condição de assessor militar da presidência do Instituto Nacional do Pinho, foi delegado à Conferência do Conselho da Aliança para o Progresso, realizada em Lima, no Peru, e membro do Conselho Nacional de Transportes, como representante do EMFA.
Comandou a 7.ª Região Militar no período de 30 de agosto de 1966 a 12 de março de 1968.
Foi Comandante Militar da Amazônia e da 12.ª Região Militar, em Manaus, entre 26 de julho de 1968 e 1 de julho de 1969.
Promovido a general-de-exército em dezembro de 1969, em março de 1970 assumiu a chefia do Departamento de Produção e Obras do Exército. Em fevereiro de 1971 esse órgão passou a ser designado Departamento de Engenharia e Comunicações.
Comandou a Escola Superior de Guerra no período de 28 de maio a 8 de outubro de 1971. Na ESG, promoveu uma série de debates sobre a conjuntura brasileira, reunindo figuras de projeção nacional e tendo como tema principal a institucionalização do chamado “processo revolucionário”, instaurado pelo movimento político-militar de março de 1964. Sua posição favorável à volta ao estado de direito não agradou a alguns setores das Forças Armadas e ao próprio Governo Federal, chefiado pelo general Emílio Garrastazu Médici, que proibiu a realização de uma das palestras que organizara. Não obstante, o debate ocorreu sob sua inteira responsabilidade, criando um clima de tensão que teve como consequência seu pedido de demissão do cargo.
Em abril de 1972, Rodrigo Otávio assumiu a chefia do Departamento Geral de Serviços. Permaneceu nesse cargo até tomar posse como ministro no Superior Tribunal Militar (STM), em novembro de 1973. Durante todo o período em que foi ministro do STM, manifestou-se favoravelmente ao retorno ao estado de direito, tendo feito diversos discursos nesse sentido. Em março de 1977, defendeu no STM a revogação parcial do Ato Institucional n.º 5 (AI-5), editado em dezembro de 1968, para devolver aos juízes as garantias constitucionais, que considerava inseparáveis do exercício pleno da magistratura. Em julho do mesmo ano, solicitou àquela corte a instauração de processo penal contra os responsáveis por torturas no caso do inquérito policial-militar (IPM) que envolveu o ex-deputado Marco Antônio Tavares Coelho, mas seu pedido foi rejeitado.
Em novembro de 1977, viajou a Buenos Aires como delegado do STM ao Simpósio de Juízes Militares do Continente, ocasião em que sugeriu a criação de uma convenção internacional para assegurar condições de combate eficaz ao terrorismo. De volta ao Brasil, pronunciou-se no período que se seguiu em defesa de eleições diretas para todos os níveis de representação e da reforma de todas as leis políticas, como a Lei de Segurança Nacional, a Lei Orgânica dos Partidos, a Lei Falcão e a Lei de Greve. Ao longo de seus quase seis anos de STM, fez 3.613 julgamentos, 150 acórdãos e teve 646 votos vencidos, 33 deles referentes à salvaguarda de direitos humanos de 128 acusados que se queixavam do tratamento recebido na prisão.
As posições que assumia contrariavam as expectativas de grande parte dos ministros, tanto que, no início de 1979, foi articulada no interior do STM uma campanha contra sua ascensão à presidência daquele órgão. De acordo com a praxe, por ser o ministro mais antigo e pertencer ao Exército, seria o nome indicado. A campanha teve êxito e, nas eleições do STM, realizadas no dia 5 de março, Rodrigo Otávio foi derrotado pelo ministro-general Reinaldo Mello de Almeida. No dia seguinte, apresentou um pedido de licença e declarou à imprensa que não retornaria ao plenário do tribunal que o havia derrotado, afirmando ainda que a rejeição de seu nome significava o rompimento de uma antiga tradição nas eleições para a presidência daquela corte. Em maio de 1979, apresentou à Presidência da República seu pedido de aposentadoria, desligando-se também do Exército, onde era o mais antigo general da ativa. No dia 30 daquele mês não compareceu à homenagem de despedida que o STM lhe prestou. A partir de então, retirou-se definitivamente da vida pública.
Morreu aos 70 anos devido a complicações após uma cirurgia de implante de ponte de safena no Hospital da Beneficência Portuguesa de São Paulo. Seus restos mortais encontram-se sepultados no Campo da Boa Esperança, em Brasília.
Foi casado com Celeste César Jordão Ramos, com quem teve três filhos.